# Titularbistum Flaviopolis
Flaviopolis (ital.: Flaviopoli) ist ein Titularbistum der römisch-katholischen Kirche. 
Es geht zurück auf ein untergegangenes Bistum der antiken Stadt Flaviopolis in der römischen Provinz Bithynia et Pontus, Paphlagonia bzw. in der Spätantike Honorias, das der Kirchenprovinz Claudiopolis angehörte.
| Titularbischöfe von Flaviopolis |                                                      |                                                                 |                    |                   |
| Nr.                             | Name                                                 | Amt                                                             | von                | bis               |
| 1                               | Elías Rodríguez Ortiz Titularerzbischof pro hac vice | Koadjutorerzbischof von Santo Domingo (Dominikanische Republik) | 16. März 1857      | 29. November 1857 |
| 2                               | Eugene O’Connell                                     | Apostolischer Vikar von Marysville (USA)                        | 26. September 1860 | 3. Februar 1868   |
| 3                               | François-Jean-Marie Laouënan MEP                     | Apostolischer Vikar von Pondicherry (Indien)                    | 5. Juni 1868       | 1. September 1886 |
| 4                               | Giovanni Battista Bongiorni                          | emeritierter Bischof von Caltagirone (Italien)                  | 14. März 1887      | 4. Dezember 1901  |
| 5                               | Luigi Finoja                                         | emeritierter Bischof von Catanzaro (Italien)                    | 6. Dezember 1906   | 15. März 1915     |
| 6                               | Bernardo Pizzorno                                    | emeritierter Bischof von Crema (Italien)                        | 6. Dezember 1915   | 7. März 1921      |
| 7                               | Paolo Albera                                         | Apostolischer Administrator von Mileto (Italien)                | 1. Januar 1921     | 9. Mai 1924       |
| 8                               | Michael Francis Glancey                              | Weihbischof in Birmingham (Großbritannien)                      | 5. August 1924     | 16. Oktober 1925  |
| 9                               | Emmanuel Coste                                       | Koadjutorbischof von Carcassonne (Frankreich)                   | 29. Oktober 1925   | 5. April 1930     |